# 錫斯內火山
錫斯內山（西班牙語：Nevado El Cisne）是哥倫比亞的火山，位於該國西部，屬於安第斯山脈的一部分，最高點海拔高度4,636米，火山穹丘由玄武岩和安山岩組成。